# 農心辛ラーメン杯世界囲碁最強戦
農心辛ラーメン杯世界囲碁最強戦（ノンシンしんラーメンはい せかいいごさいきょうせん、농심신라면배세계바둑최강、农心辛拉面杯世界围棋团体锦标赛）は、囲碁の国際棋戦で、韓国、日本、中国の3国の、各国5名のチームによる勝ち抜き戦で団体優勝を争う。1999年に開始（第1回は1999-2000年）。
- 主催 (1-17期)日刊スポーツ、(18期-)韓国棋院
- 主管 韓国棋院
- 協賛 株式会社農心
- 協力 中国囲棋協会、日本棋院
- 優勝賞金 (1-9期)1億5000万ウォン、(10-16期)2億ウォン、(17期-)5億ウォン

1993年に開始された真露杯SBS世界囲碁最強戦が、1997年のアジア通貨危機の影響で終了し、同じ方式で本棋戦として開始された。開催地は北京、釜山、上海などを転戦していたが、2020-2021年、2021-2022年の大会は、新型コロナウイルス感染症のため、対局はインターネットを通じて行なわれた。第25回から再度対面対局で行う。
個人の連勝賞金として、3連勝1千万ウォンから、10連勝1億ウォンまでが与えられる。

## ルール
持ち時間は各1時間（チェスクロック）、使い切ると1分の秒読み。コミは6目半。

## 過去の順位
| 回次 | 年度      | 優勝        | 2位         | 3位         |
| ---- | --------- | ----------- | ----------- | ----------- |
| 1    | 1999-2000 | 韓国（6-4） | 日本（4-5） | 中国（4-5） |
| 2    | 2000-01   | 韓国（7-4） | 日本（4-5） | 中国（3-5） |
| 3    | 2001-02   | 韓国（6-4） | 中国（7-5） | 日本（1-5） |
| 4    | 2002-03   | 韓国（6-4） | 中国（6-5） | 日本（2-5） |
| 5    | 2003-04   | 韓国（5-4） | 日本（6-5） | 中国（3-5） |
| 6    | 2004-05   | 韓国（6-4） | 中国（4-5） | 日本（4-5） |
| 7    | 2005-06   | 日本（6-4） | 韓国（5-5） | 中国（3-5） |
| 8    | 2006-07   | 韓国（6-4） | 中国（6-5） | 日本（2-5） |
| 9    | 2007-08   | 中国（7-3） | 韓国（4-5） | 日本（2-5） |
| 10   | 2008-09   | 韓国（7-3） | 中国（5-5） | 日本（1-5） |
| 11   | 2009-10   | 韓国（6-4） | 中国（6-5） | 日本（2-5） |
| 12   | 2010-11   | 韓国（7-3） | 中国（4-5） | 日本（2-5） |
| 13   | 2011-12   | 中国（8-4） | 韓国（6-5） | 日本（0-5） |
| 14   | 2012-13   | 韓国（6-4） | 中国（7-5） | 日本（1-5） |
| 15   | 2013-14   | 中国（8-4） | 韓国（5-5） | 日本（1-5） |
| 16   | 2014-15   | 中国（6-3） | 韓国（4-5） | 日本（3-5） |
| 17   | 2015-16   | 中国（5-4） | 韓国（5-5） | 日本（4-5） |
| 18   | 2016-17   | 中国（8-1） | 韓国（2-5） | 日本（1-5） |
| 19   | 2017-18   | 韓国（8-3） | 中国（5-5） | 日本（0-5） |
| 20   | 2018-19   | 中国（8-1） | 韓国（2-5） | 日本（1-5） |
| 21   | 2019-20   | 中国（8-4） | 韓国（5-5） | 日本（1-5） |
| 22   | 2020-21   | 韓国（7-3） | 中国（4-5)  | 日本（2-5） |
| 23   | 2021-22   | 韓国（6-4） | 日本（5-5） | 中国（3-5） |
| 24   | 2022-23   | 韓国（7-4） | 中国（6-5） | 日本（1-5） |
| 25   | 2023-24   | 韓国（6-4） | 中国（7-5） | 日本（1-5） |
| 26   | 2024-25   | 韓国（7-4） | 中国（6-5） | 日本（1-5） |

## 過去の戦績
| 回次 | 年度      | 勝抜き順 |
| ---- | --------- | --- |
| 1    | 1999-2000 | 睦鎮碩（山下敬吾、邱峻） 工藤紀夫（睦） 羅洗河（工藤） 金栄三（羅） 依田紀基（金、王磊） 曺薫鉉（依田） 常昊（曺、山田規三生、劉昌赫） 趙善津（常） 李昌鎬（趙、馬暁春） |
| 2    | 2000-01   | 崔哲瀚（余平、王銘琬、劉菁） 小林覚（崔） 邵煒剛（小林） 睦鎮碩（邵） 武宮正樹（睦） 常昊（武宮、崔明勲） 山下敬吾（常） 曺薫鉉（山下、兪斌） 加藤正夫（曺） 李昌鎬（加藤） |
| 3    | 2001-02   | 邵煒剛（淡路修三） 崔哲瀚（邵、小林光一） 羅洗河（崔、山下敬吾、崔珪昞） 中野寛也（羅） 劉昌赫（中野） 兪斌（劉、加藤正夫） 曺薫鉉（兪） 常昊（曺） 李昌鎬（常、周鶴洋） |
| 4    | 2002-03   | 朴永訓（古力、王立誠、常昊、張栩） 孔傑（朴） 小林光一（孔、尹炫晳） 胡耀宇（小林、金承俊、加藤正夫、曺薫鉉、依田紀基） 李昌鎬（胡、羅洗河） |
| 5    | 2003-04   | 張栩（兪斌、許暎皓） 王磊（張、洪旼杓） 小林光一（王、朴鋕恩、周鶴洋） 元晟溱（小林、胡耀宇、柳時熏） 古力（元） 加藤正夫（古） 李昌鎬（加藤、林海峰） |
| 6    | 2004-05   | 三村智保（韓鐘振） 周鶴洋（三村、安達勲） 高尾紳路（周、劉昌赫） 彭筌（高尾） 崔哲瀚（彭） 趙治勲（崔） 羅洗河（趙） 李昌鎬（羅、張栩、王磊、王銘琬、王檄） |
| 7    | 2005-06   | 羽根直樹（姜東潤、王尭） 柳才馨（羽根） 劉星（柳） 三村智保（劉） 元晟溱（三村） 謝赫（元、山田規三生） 趙漢乗（謝、高尾紳路、常昊） 依田紀基（趙、孔傑、李昌鎬） |
| 8    | 2006-7    | 羽根直樹（王磊、曺薫鉉） 彭筌（羽根、崔哲瀚、今村俊也、元晟溱、山田規三生） 朴永訓（彭、高尾紳路、陳耀燁、依田紀基） 孔傑（朴） 李昌鎬（孔、古力） |
| 9    | 2007-08   | 羽根直樹（彭筌） 洪旼杓（羽根） 王檄（洪、河野臨、趙漢乗） 山田規三生（王） 睦鎮碩（山田、胡耀宇、依田紀基） 常昊（睦、高尾紳路、李昌鎬、朴永訓） （残り：古力） |
| 10   | 2008-09   | 柁嘉熹（許映皓、山下敬吾、尹畯相、河野臨） 姜東潤（柁、山田規三生、朴文尭、羽根直樹、邱峻） 高尾紳路（姜） 常昊（高尾） 李世乭（常、古力） （残り：李昌鎬） |
| 11   | 2009-10   | 金志錫（山下敬吾、丁偉、高尾紳路） 謝赫（金、井山裕太、金昇宰、山田規三生、尹畯相） 羽根直樹（謝、朴永訓） 劉星（羽根） 李昌鎬（劉、古力、常昊） |
| 12   | 2010-11   | 李世乭（王檄、井山裕太） 謝赫（李、坂井秀至、林承華、羽根直樹） 睦鎮碩（謝） 高尾紳路（睦、柁嘉熹） 崔哲瀚（高尾、周睿羊、結城聡、孔傑）（残り：李昌鎬） |
| 13   | 2011-12   | 周睿羊（高尾紳路） 安国鉉（周睿羊、坂井秀至） 檀嘯（安国鉉、羽根直樹、姜儒澤、結城聡） 金志錫（檀嘯、山下敬吾、朴文尭、古力） 謝赫（金志錫、元晟溱、李昌鎬） |
| 14   | 2012-13   | 檀嘯（中国） - 高尾紳路、李東勲、伊田篤史 李浩範（韓国） - 檀嘯 富士田明彦（日本） - 李浩範 王檄（中国） - 富士田明彦、金志錫、安斎伸彰 崔哲瀚（韓国） - 王檄、村川大介、陳耀燁 謝赫（中国） - 崔哲瀚 朴廷桓（韓国） - 謝赫、江維傑 |
| 15   | 2013-14   | 范廷鈺（中国） - 姚智騰、崔基勳、安斎伸彰 姜東潤（韓国） - 范廷鈺、河野臨 陳耀燁（中国） - 姜東潤、結城聡、崔哲瀚 張栩（日本） - 陳耀燁 金志錫（韓国） - 張栩 檀嘯（中国） - 金志錫 朴廷桓（韓国） - 檀嘯、周睿羊 時越（中国） - 朴廷桓 |
| 16   | 2014-15   | 一力遼（日本） - 卞相壹 柁嘉熹（中国） - 一力遼 姜東潤（韓国） - 柁嘉熹、伊田篤史 王檄（中国） - 姜東潤、村川大介、安成浚、河野臨 朴廷桓（韓国） - 王檄 井山裕太（日本） - 朴廷桓、羋昱廷 金志錫（韓国） - 井山裕太 連笑（中国） - 金志錫 |
| 17   | 2015-16   | 一力遼（日本） - 白賛僖、范蘊若、閔詳然 鄔光亜（中国） - 一力遼 崔哲瀚（韓国） - 鄔光亜、伊田篤史 古力（中国） - 崔哲瀚、河野臨、朴廷桓 村川大介（日本） - 古力 李世乭（韓国） - 村川大介、連笑、井山裕太 柯潔（中国） - 李世乭 1-4局(10/20-23)は重慶、5-9局(11/27-12/1)は釜山、10-14局(3/1-5)は上海で開催                                                                          |
| 18   | 2016-17   | 一力遼（日本） - 李世乭 范廷鈺（中国） - 一力遼、李東勲、張栩、姜東潤、河野臨、金志錫、村川大介 朴廷桓（韓国） - 范廷鈺、井山裕太 范蘊若（中国） - 朴廷桓 （残り:柯潔、柁嘉熹、連笑） 1-4局(9/27-30)は安図県、5-9局(11/25-29)は釜山、10-11局(2/21-22)は上海で開催 |
| 19   | 2017-18   | 申旻埈（韓国） - 范廷鈺、余正麒、周睿羊、許家元、陳耀燁、山下敬吾 党毅飛（中国） - 申旻埈、一力遼、金明訓、井山裕太、申眞諝 金志錫（韓国） - 党毅飛、柯潔 （残り:朴廷桓） 1-4局(9/19-22)は瀋陽、5-9局(11/24-28)は釜山、10-11局(2/26-3/1)は上海で開催 |
| 20   | 2018-19   | 芝野虎丸（日本） - 安国鉉 范廷鈺（中国） - 芝野虎丸、申旻埈、本木克弥、崔哲瀚、許家元、李世乭、一力遼 朴廷桓（韓国） - 范廷鈺、井山裕太 党毅飛（中国） - 朴廷桓 （残り:辜梓豪、柯潔、時越） 1-4局(10/16-19)は北京、5-9局(11/23-27)は釜山、10-11局(2/18-19)は上海で開催 |
| 21   | 2019-20   | 元晟溱（韓国） - 村川大介 楊鼎新（中国） - 元晟溱、山下敬吾、金志錫、一力遼、李東勲、許家元、申眞諝 井山裕太（日本） - 楊鼎新 朴廷桓（韓国） - 井山裕太、羋昱廷、范廷鈺(*)、謝爾豪 柯潔（中国） - 朴廷桓 1-4局(10/15-18)は北京、5-9局(11/22-26)は釜山、10-14局(8/18-22)はネット対局で開催 (*)朴廷桓-范廷鈺戦は、パソコン不具合発生のため引き分け、翌日先後を入れ替えて再対局した。  |
| 22   | 2020-21   | 洪基杓（韓国） - 范廷鈺 許家元（日本） - 洪基杓 辜梓豪（中国） - 許家元、姜東潤、村川大介 申旻埈（韓国） - 辜梓豪 芝野虎丸（日本) - 申旻埈 唐韋星（中国） - 芝野虎丸 申眞諝（韓国） - 唐韋星、井山裕太、楊鼎新、一力遼、柯潔 （残り：朴廷桓） （全局をネット対局で開催） |
| 23   | 2021-22   | 元晟溱（韓国） - 芝野虎丸 李維清（中国） - 元晟溱 許家元（日本） - 李維清 朴廷桓（韓国） - 許家元 范廷鈺（中国） - 朴廷桓 井山裕太（日本) - 范廷鈺、卞相壹、李欽誠、申旻埈 羋昱廷（中国） - 井山裕太 申眞諝（韓国） - 羋昱廷(*)、余正麒、柯潔、一力遼 （全局をネット対局で開催） (*)申眞諝-羋昱廷戦はパソコン反応の遅延により時間切れが発生したが、翌日先後を入れ替えて再対局した。 |
| 24   | 2022-23   | 范廷鈺（中国） - 一力遼、申旻埈、許家元 姜東潤（韓国）- 范廷鈺、芝野虎丸、柁嘉熹(*)、余正麒 連笑（中国） - 姜東潤 井山裕太（日本）- 連笑 朴廷桓（韓国）- 井山裕太、柯潔 辜梓豪（中国）- 朴廷桓、卞相壹 申眞諝（韓国） - 辜梓豪 （全局をネット対局で開催） (*)姜東潤-柁嘉熹戦は4コウ無勝負となったため同日再対局した。                                                               |
| 25   | 2023-24   | 許家元（日本） - 偰玹準 謝爾豪（中国）- 許家元、卞相壹、芝野虎丸、元晟溱、一力遼、朴廷桓、余正麒 申眞諝（韓国）- 謝爾豪、井山裕太、趙晨宇、柯潔、丁浩、辜梓豪 （1-4局(10/17-20)は北京、5-9局(11/30-12/4)は釜山、10-14局(2/19-23)は上海で開催） |
| 26   | 2024–25   | 柯潔（中国） - 偰玹準、広瀬優一 金明訓（韓国） - 柯潔、井山裕太、范廷鈺、許家元 謝爾豪（中国） - 金明訓、一力遼、申旻埈 芝野虎丸（日本） - 謝爾豪 朴廷桓（韓国） - 芝野虎丸 李軒豪（中国） - 朴廷桓 申眞諝（韓国） - 李軒豪、丁浩 （1-4局(9/5-8)は吉林省、5-9局(11/30-12/4)は釜山、10-14局(2/17-21)は上海で開催）                                                                   |

## 連勝記録
- 14連勝 李昌鎬（韓国） 第1回2連勝、第2回1勝、第3回2連勝、第4回2連勝、第5回2連勝、第6回5連勝と、第7回に依田紀基に敗れるまでの6年間無敗を記録した。
- 7連勝 范廷鈺（中国）第18回、第20回、楊鼎新（中国）第21回、謝爾豪九段（中国）第25回
- 6連勝 申旻埈（韓国）第19回
- 5連勝 胡耀宇（中国） 第4回、彭筌（中国）第8回、姜東潤（韓国）第10回、謝赫（中国）第11回、党毅飛（中国）第19回、申眞諝（韓国） 第22回

## 臨時企画

### 囲碁レジェンド国別対抗戦
2021年1月に特別イベント「囲碁レジェンド国別対抗戦（바둑의 전설 국가대항전、围棋的传说 国家对抗赛）」として、日本、韓国、中国の各2名によるリーグ戦2ラウンドを実施。優勝賞金は5000万ウォン。
- 第1ラウンド(1/15-17)
  - 韓国 2-0 中国（李昌鎬○ - 聶衛平、曺薫鉉○ - 常昊）
  - 中国 2-0 日本（聶衛平○ - 依田紀基、常昊○ - 小林光一）
  - 韓国 2-0 日本（李昌鎬○ - 小林光一、曺薫鉉○ - 依田紀基）
- 第2ラウンド(1/22-24)
  - 韓国 1-1 日本（李昌鎬 - ○依田紀基、曺薫鉉○ - 小林光一）
  - 中国 2-0 日本（聶衛平○ - 小林光一、常昊○ - 依田紀基）
  - 韓国 1-1 中国（李昌鎬 - ○常昊、曺薫鉉○ - 聶衛平）

順位 優勝:韓国(6-2)、2位:中国(5-3)、3位:日本(1-7)
外部リンク
- 日本棋院「囲碁レジェンド国別対抗戦」2021.1.23
- 韓国棋院「조훈현ㆍ이창호, 농심신라면배 이벤트 대회 우승 합작」2021.1.24
- 弈城围棋「中国队获得农心特邀赛亚军」2021.1.24

### 韓中クラシックスーパーマッチ
2022年1月に「韓中クラシックスーパーマッチ（한ㆍ중 클래식 슈퍼 매치에、中韩经典超级赛）」として、韓国、中国チーム各3名による対抗戦が行われた。優勝賞金は6000万ウォン。
- 第1戦 中国 2-1 韓国（常昊○ - 曺薫鉉、於之瑩○ - 李昌鎬、劉小光 - ○崔精）
- 第2戦 韓国 2-1 中国（李昌鎬 - ○常昊、曺薫鉉○ - 劉小光、崔精○ - 於之瑩）
- 第3戦 韓国 2-1 中国（李昌鎬○ - 劉小光、曺薫鉉 - ○於之瑩、崔精○ - 常昊）

順位 優勝:韓国(5-4)、2位:中国(4-5)
外部リンク
- 韓国棋院「최정ㆍ이창호ㆍ조훈현 트리오, 한ㆍ중 클래식 슈퍼 매치 우승」2022.1.12
- 新浪体育「农心杯特别赛韩国队险胜 崔精荣膺唯一连胜奖」2022.1.12

## 注
1. ↑  CyberORO「농심신라면배, 우승상금 5억원으로 증액!」2015.3.5
2. ↑  新浪体育「农心杯戏剧性事件！朴廷桓胜势下突然超时」
3. ↑  韓国棋院「신진서, 중국 미위팅과 23일 재대국 벌인다」2022.2.22
4. ↑  新浪体育「【冲天】申诉成功！农心杯芈昱廷申真谞明日重赛」2022.2.22
5. ↑  韓国棋院「강동윤, 중국 퉈자시와 재대국 끝 승리」2022.11.26